# Xin Xin (panda)
Xin Xin est un panda géant femelle qui vit dans le zoo de Chapultepec à Mexico. 
Xin Xin (新 新 signifiant « espoir » en chinois) fut conçu naturellement et est né au zoo le 1er juillet 1990. Sa mère est Tohui (décédée le 16 novembre 1993) et son père Chia Chia du zoo de Londres (décédé au Mexique le 13 octobre 1991). Xin Xin est l'un des deux seuls pandas géants des Amériques en dehors des États-Unis (avec Shuan Shuan, né en 1987, progéniture de Pe Pe et Ying Ying). L'animal peut être visité gratuitement pendant les heures normales du zoo.
Xin Xin est inséminé artificiellement chaque année avec du sperme du panda chinois Ling-Ling dans le cadre d'un effort continu pour élever des pandas au Mexique. Le zoo de Chapultepec, au Mexique, eut l'un des programmes d'élevage de pandas les plus prolifiques en dehors de la Chine, avec un total de huit pandas géants conçus dans le zoo depuis l'arrivée des premiers pandas au Mexique en 1975. Cela fut attribué par certains à la hauteur du site situé 2 200 mètres d'altitude, semblable à l'habitat naturel des pandas dans le Sichuan, en Chine.

## Panda chinois Xin Xin
Xin Xin est aussi le nom d'un panda né en Chine le 6 août 2005.